# مسجد ارطغرل غازی
مسجد ارطغرل غازی مسجدی در شهر عشق آباد و در کشور تُرکمنستان است. نام این مسجد به یاد ارطغرل، پدر عثمان اول، بنیانگذار امپراطوری عثمانی است.